# Phylloptera ambigua
Phylloptera ambigua är en insektsart som först beskrevs av Bolívar, I. 1900.  Phylloptera ambigua ingår i släktet Phylloptera och familjen vårtbitare. Inga underarter finns listade i Catalogue of Life.